# Historia de la esclavitud

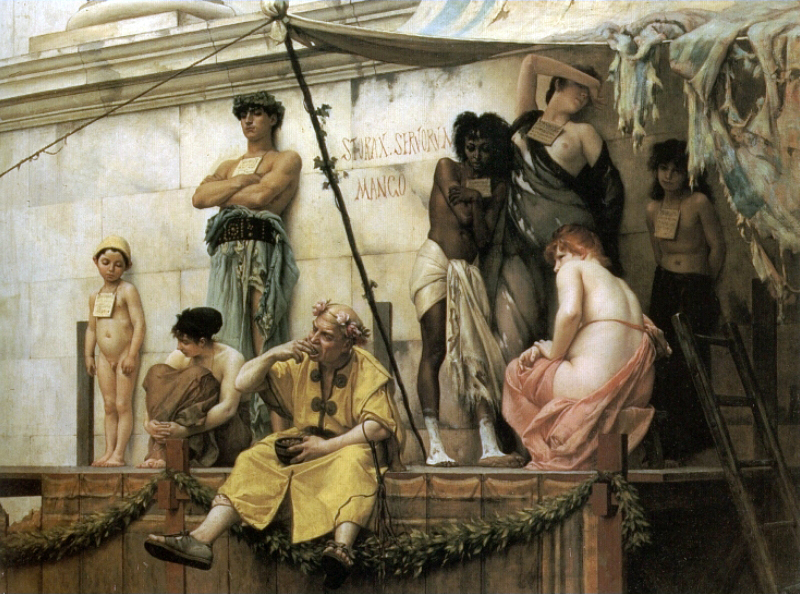
Gustave Boulanger, Mercado de Esclavos (1888), representando uno de la Antigua Roma.

La historia de la esclavitud en el mundo antiguo está estrechamente vinculada a la guerra. Las fuentes documentales del mundo antiguo como las de Mesopotamia y Egipto, de los pueblos originarios de Israel, Grecia, Roma, Persia, o de civilizaciones como la maya, la china, la azteca y la India están llenas de referencias a la esclavitud vinculada a eventos bélicos. A menudo, los prisioneros de guerra eran reducidos a la esclavitud por los vencedores y obligados a trabajar en tareas militares o civiles, como mano de obra en trabajos de construcción, ingeniería o agricultura. También era común su utilización para el servicio doméstico. Muchos hogares de la Antigüedad, sobre todo de las clases altas, requerían el trabajo de uno o más esclavos como mano de obra habitual. Independientemente de los testimonios y documentos escritos, también se encuentran pruebas de esclavitud como mano de obra y como ayuda doméstica entre los pueblos que no poseían escritura, como los nómadas de Arabia, los pueblos indígenas de América, los cazadores y recolectores de África, Nueva Guinea y Nueva Zelanda, y entre pueblos europeos del Norte, como los vikingos.
Existieron otras formas de adopción de la esclavitud además de la guerra, tales como la sanción penal o el pago de deudas. Así, entre algunos grupos africanos, las mujeres y los niños eran entregados como rehenes de deudas u otras obligaciones hasta su pago; y, si el pago no se realizaba, los rehenes pasaban a ser considerados esclavos.
Muchas de las sociedades antiguas tenían un mayor número de personas esclavas que libres gracias a la costumbre de reducir a la esclavitud a la población que tenían bajo su control. Por lo general, la esclavitud incluía el abuso y la crueldad por parte de los amos hacia los esclavos, aunque, a menudo, estos podían recibir un trato más humanitario si eran considerados como bienes valiosos.

## Esclavitud en la Antigüedad

### El Antiguo Egipto

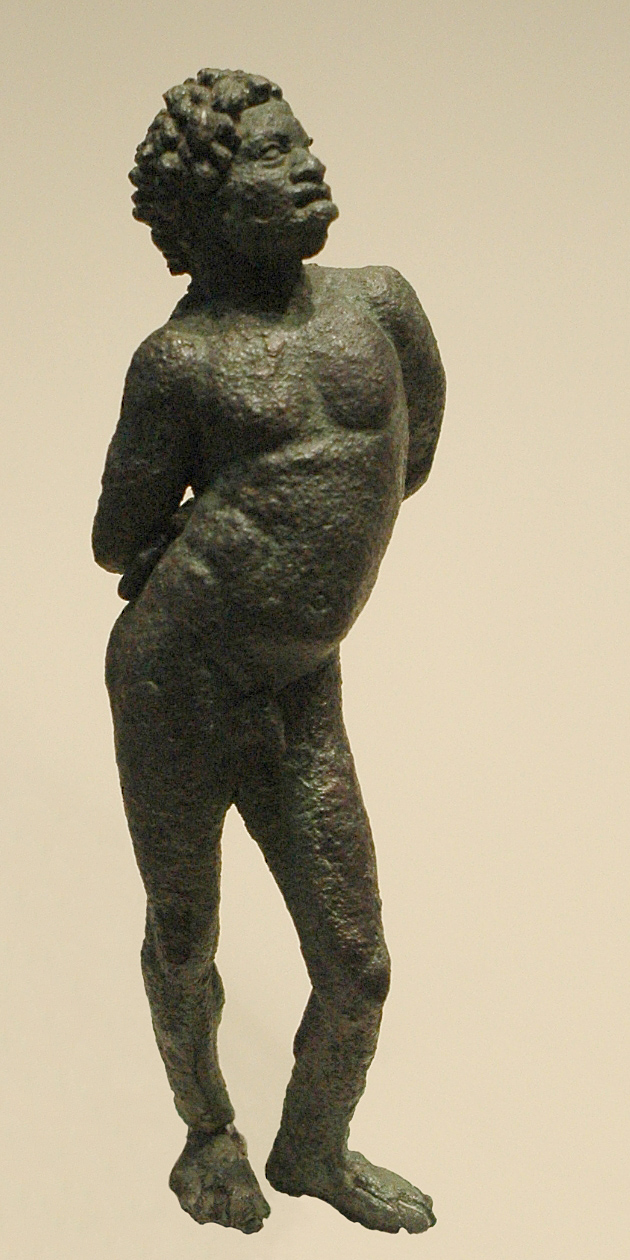
Figura egipcia de la época ptolemaica en bronce (siglos I a II)

Andrea Zingarelli planteó en 2013 la casi inexistencia de discusiones historiográficas en el campo egiptológico sobre el fenómeno de la esclavitud.La ausencia de estudios específicos ha llevado a trasladar el modelo de esclavitud de la Antigüedad Clásica hacia otras épocas históricas. 
Lo que existe es abundante información sobre la captura de seres humanos en territorios colonizados. De acuerdo con ello, podemos saber que los esclavos del antiguo Egipto eran, normalmente, personas capturadas en la guerra o compradas en el extranjero, a través de expediciones a sitios como Nubia en el sur y Punt.
Contrariamente a la creencia popular, los esclavos no construyeron las grandes pirámides.
La desgracia de caer en servidumbre en el antiguo Egipto aparece en la Biblia. Allí se narra como José, el hijo de Jacob, es vendido como prisionero en Egipto, pero luego asciende hasta ocupar un alto rango en la corte faraónica. Más tarde, en el libro del Éxodo, se narra cómo los hebreos de Egipto son reducidos a la servidumbre. También hay numerosos ejemplos de prisioneros, o condenados, que trabajaban hasta la muerte en las minas de cobre en la península del Sinaí.
Al igual que en otras sociedades, había una gran variedad de «esclavos»: siervos de la interna y tutores que exigían un alto precio, los artesanos, los trabajadores rurales (los siervos canaanitas aparecen pintados como prensadores de la uva).
Cabe señalar en lo que refiere a esclavitud en el antiguo Egipto que hay un cierto anacronismo en relación a «¿Qué es un esclavo?» y «¿Qué es un prisionero de guerra o condenado reducido a la servidumbre?». En muchas ocasiones, las traducciones epigráficas suelen traducir un término como esclavo a efectos de facilitar la lectura de aquello que es narrado. El problema, específicamente con el antiguo Egipto, se da en lo extenso de su historia y en aquellas categorías de pensamiento que aplicamos a cada cosa. ¿Podemos hablar de esclavitud en el Antiguo Imperio de la misma forma que en el período grecorromano? Probablemente no. En el Egipto faraónico, la idea de esclavo como una no-persona no es asimilable tal cual se aplica en el mundo greco-latino.

### Antiguo India
La epigrafía más antigua que se conserva en el sur de Asia, de mediados del siglo III a. C., los Edictos de Ashoka, en griego, arameo y prácrito, identifican de forma independiente las obligaciones con los esclavos (griego: δούλοις, arameo: עבד) y los trabajadores contratados (griego: μισθωτοῖς), prohibiendo más tarde la Comercio de esclavos dentro del Imperio.
Los dāsa se ofrecen en ejemplos de gramática sánscrita de Pāṇini, probablemente de mediados del siglo IV a. C., el Aṣṭādhyāyī, por ejemplo. 2.3.69 "deseo del esclavo", 2.4.24 "el concurso de damas y esclavos".
Según Scott Levi, probablemente era una institución establecida en la antigua India al comienzo de la era común basada en textos como el Arthashastra, el Manusmriti y el Mahabharata. La esclavitud "probablemente estaba muy extendida durante la vida del Buda y tal vez incluso ya en el período védico", sin embargo, explica que la asociación del Dasa védico con los "esclavos" es "problemática y probablemente haya sido un desarrollo posterior".
Upinder Singh afirma que el Rig Veda está familiarizado con la esclavitud, refiriéndose a la esclavitud en el curso de la guerra o como resultado de una deuda. Ella afirma que el uso de dasa (sánscrito: दास) y dasi en épocas. posteriores se utilizaron como términos para esclavos y esclavas.
El Dharmaśāstra hindú clásico tardío especificaría quién puede ser esclavizado, el tratamiento de los esclavizados y las formas aceptables de Vishti (trabajo forzado), por casta; un tema que los comentarios medievales posteriores, como el Smṛticandrikā de Devaṇabhaṭṭa, refinarían.

### Antiguo china
La dinastía Qin (221-206 a. C.) confiscó propiedades y esclavizó a familias como castigo. El gobierno de Qin utilizó grandes cantidades de esclavos para construir proyectos de infraestructura a gran escala, incluida la construcción de carreteras, la construcción de canales y la recuperación de tierras. El trabajo esclavo fue bastante extenso durante este período.

### Antigua Grecia
La esclavitud aparece como normal y natural, así como la defendían también los filósofos clásicos, Aristóteles a la cabeza. El trabajo esclavo es esencial en todo tipo de trabajos (construcción, agricultura, artesanal, etc.) La esclavitud es esencial para el funcionamiento de la democracia ateniense, a fin de dejar tiempo para la política a los hombres libres. Se estima que en la época clásica 3/4 de la población ateniense eran esclavos.
En Atenas, la polis que estamos mejor informados, había varias categorías de los esclavos:
- Los esclavos domésticos, que viven en la casa de sus amos y trabajan en la misma vivienda, en el campo o en una tienda.
- Los esclavos «dependientes» (choris oikountes), que no viven con sus amos; la mayoría de ellos trabajan en el negocio (las granjas rurales, tiendas, talleres, etc.); incluso hubo un tiempo que este tipo de esclavos eran alquilados.
- Esclavos públicos, que trabajaban como policías, conserjes, secretarias, barrenderos, etc.
- Cautivos de guerra (andrapoda), que sirvieron sobre todo en establecimientos no especializados, tareas y tiendas, donde podían ser encadenados; por ejemplo, remeros en los barcos y la minería.

Los esclavos en Grecia tenían alguna oportunidad de liberarse, aunque fue costoso para sus amos. La ley otorgaba cierta protección a los esclavos, y aunque la ley les permitía golpearles, ciertas restricciones morales y culturales impiden un uso excesivo de violencia por parte de los propietarios.
La situación era diferente con los ilotas de Laconia, clarotas de Creta, penestas de Tesalia y las gimnetas de Argos, la condición es más parecida a la de los siervos medievales de Gleba: trabajar la tierra, heredar la condición de padre a hijo, no pueden ser vendidos.

### Antigua Roma
La esclavitud se convirtió en un pilar económico vital para Roma. Durante el Alto Imperio romano y la República se estima que entre 15 % y 20 % de la población eran esclavos, y hasta el siglo II que se promulgaron las leyes de protección, un amo podía legalmente matar a un esclavo. Sin embargo, esto parece haber sido siempre raro, por complejas razones sociales. En cualquier caso, la ley Cornelia, del 82 a. C., prohibió a los amos matar a sus esclavos, la Ley de Petronio del 32 a. C., vedaba que los esclavos fuesen obligados a combatir en el circo. Escribió Suetonio (Claudio, 25), que bajo el emperador Claudio, si un amo descuidaba la salud de su esclavo, hasta el punto de su muerte, podría ser acusado de asesinato, aunque se recuperó en el templo de Esculapio, que el esclavo podía ser libre.
Crisóstomos Dion, un griego estoico que vivió en tiempos del emperador Trajano, pasó dos discursos, que se debatieron en el Foro por dos días, para luchar contra la esclavitud. Séneca, en el siglo I, establece los informes para los crueles amos con sus esclavos y éstos fueron insultados públicamente. El emperador Adriano, en el siglo II, reanudó las leyes de Petronio y Cornelia. El legislador Ulpiano, un estoico del siglo III, proclamó ilegal que los padres vendieran a sus hijos a la esclavitud. Y el emperador Diocleciano (siglo III-IV) ascendió a ilegal reducir el acreedor a un deudor y que cualquier persona pudiese venderse a sí misma a la esclavitud para pagar una deuda.

## Esclavitud en la Edad Media

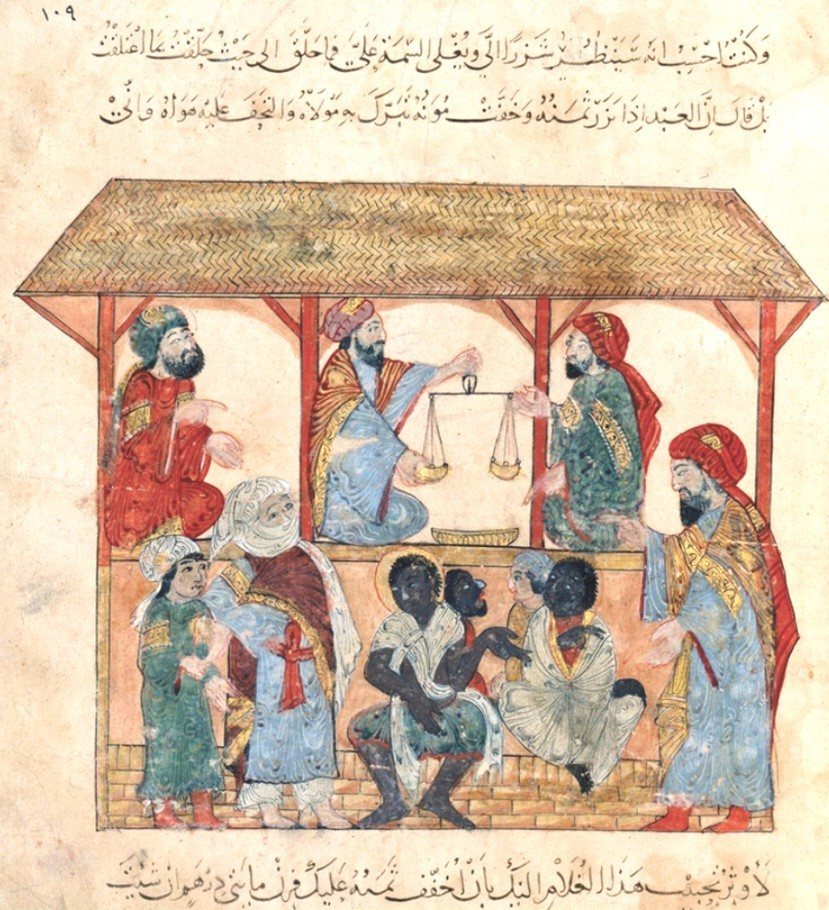
Miniatura que muestra la esclavitud en la religión islámica (siglo XIII). Obra de Yahya ibn Mahmud al-Wasiti.

El final de la caída de la antigua Roma se corresponde, en el oeste, con el paso gradual de la esclavitud para formar una servidumbre «dulcificada», generalizada desde el siglo VIII.
Sin embargo, la institución de la esclavitud subsistió durante la Edad Media. Desaparecida, más o menos, al norte de los Alpes, el número de esclavos aumentó en Europa entre los siglos XIII y el siglo XV. Las grandes repúblicas marítimas de Génova y Venecia eran los mayores mercados de esclavos de la época. Estaban reducidos a la esclavitud en todos los individuos capturados al norte del Mar Negro, donde la colonia genovesa de Caffa representa el centro del comercio de esclavos. Los hombres se exportan principalmente a los mamelucos de Egipto, donde son un recurso indispensable para reclutar soldados, mientras que las mujeres son transferidas, sobre todo en Italia y las grandes islas del Mediterráneo (Chipre, Creta, Sicilia, Mallorca), donde son explotados en el servicio doméstico.

### Era vikinga
Durante la época de los vikingos, hacia 793 d. C., las razias normandas llevó a las redadas para capturar y esclavizar a sus oponentes. En Noruega e Islandia se llamó Thrall esclavos (en nórdico antiguo: Þræll). El yugo esclavizador llegó, en su mayoría, de Europa occidental, entre francos, escoceses, irlandeses, anglosajones y alemanes. La esclavitud entre los normandos desapareció con la expansión del cristianismo y la adopción de legislaciones nacionales en los países escandinavos.

### En el islam
Como el cristianismo, el islam se extiende en un mundo donde la esclavitud es un componente básico, y cómo se adapta sin revolución social. En principio, el Corán prohíbe únicamente la esclavitud de los musulmanes, diferenciando entre los países de infieles y de los países islámicos. Por lo tanto, para explicar, al menos parcialmente, hasta el comienzo del siglo, los países musulmanes —como Arabia Saudí, Sudán y Mauritania— aceptan la esclavitud de cristianos y animistas. A pesar de las prohibiciones de califas y sultanes, no dudaron en reducir a la esclavitud a los rebeldes y los «malos musulmanes», especialmente en Al-Andalus. Eso sí, no tenían ningún problema en esclavizar seres humanos de cualquier otra religión. Los cristianos eran esclavizados en Al-Andalus y los mercaderes venecianos hicieron magníficos negocios con la venta de esclavos (eslavos de los Balcanes, de ahí el origen de la palabra esclavo) al imperio islámico otomano.

### Teólogos cristianos
En La ciudad de Dios, Agustín de Hipona pensó que "la causa primera de la esclavitud es, pues, el pecado, que hace someterse un hombre a otro hombre con un vínculo de condición social". En un mundo puro de maldad, la esclavitud sería bastante antinatural. 

La situación de esclavitud -ahora se comprende- es una justa imposición hecha al pecador. De hecho, no encontramos en pasaje alguno de la Escritura el término esclavo antes de que Noé, varón justo, lo empleara para castigar el pecado de su hijo. Ha sido, pues, el pecado quien ha acarreado este concepto, no la Naturaleza.

Tomás de Aquino siguió el pensamiento aristotélica de una escala natural de entes que le daba autoridad a algunos hombres sobre otros. Tanto Aristóteles como Tomás aprueban la utilidad una servidumbre natural en base de la inteligencia de los hombres, siendo incluso lícito que un amo golpeara a su siervo, aunque sería mejor que fuera misericordioso con él. 

Por tanto, todos los seres humanos que se diferencian de los demás tanto como el alma del cuerpo, y como los hombres de los animales irracionales, son, por la eminencia de la razón en ellos y la deficiencia de los demás, por naturaleza dueños de los demás. Al respecto, Salomón también dice en Proverbios 11:29: "El necio servirá al sabio". (Comentario 1.3.10).

Pero la servidumbre pertenecen al derecho de gentes (Ius gentium). Tomás tenía más consideración hacia los esclavos que Aristóteles al afirmar que estos también tenían algunos derechos. 

El hijo, en cuanto hijo, es algo del padre; e igualmente, el siervo, en cuanto siervo, es algo del señor. Sin embargo, ambos, en la medida en que son considerados como unos hombres, son algo subsistente por sí mismo, diferente de los demás. Y por eso, en cuanto los dos son hombres, de alguna manera existe la justicia para éstos, y de ahí que se den también ciertas leyes sobre las cosas que son propias del padre para el hijo o del señor para el siervo. Pero, en cuanto uno y otro son algo del otro, según esto, falta aquí la perfecta razón de derecho o de lo justo.

Aun así, Tomás hace afirmaciones negativas sobre la esclavitud:

Nada es tan repugnante a la naturaleza humana como la esclavitud; y, por lo tanto, no hay mayor sacrificio (excepto el de la vida), que un hombre puede hacer por otro, que entregarse a la servidumbre por el bien de ese otro.

## Esclavitud en la Edad Moderna

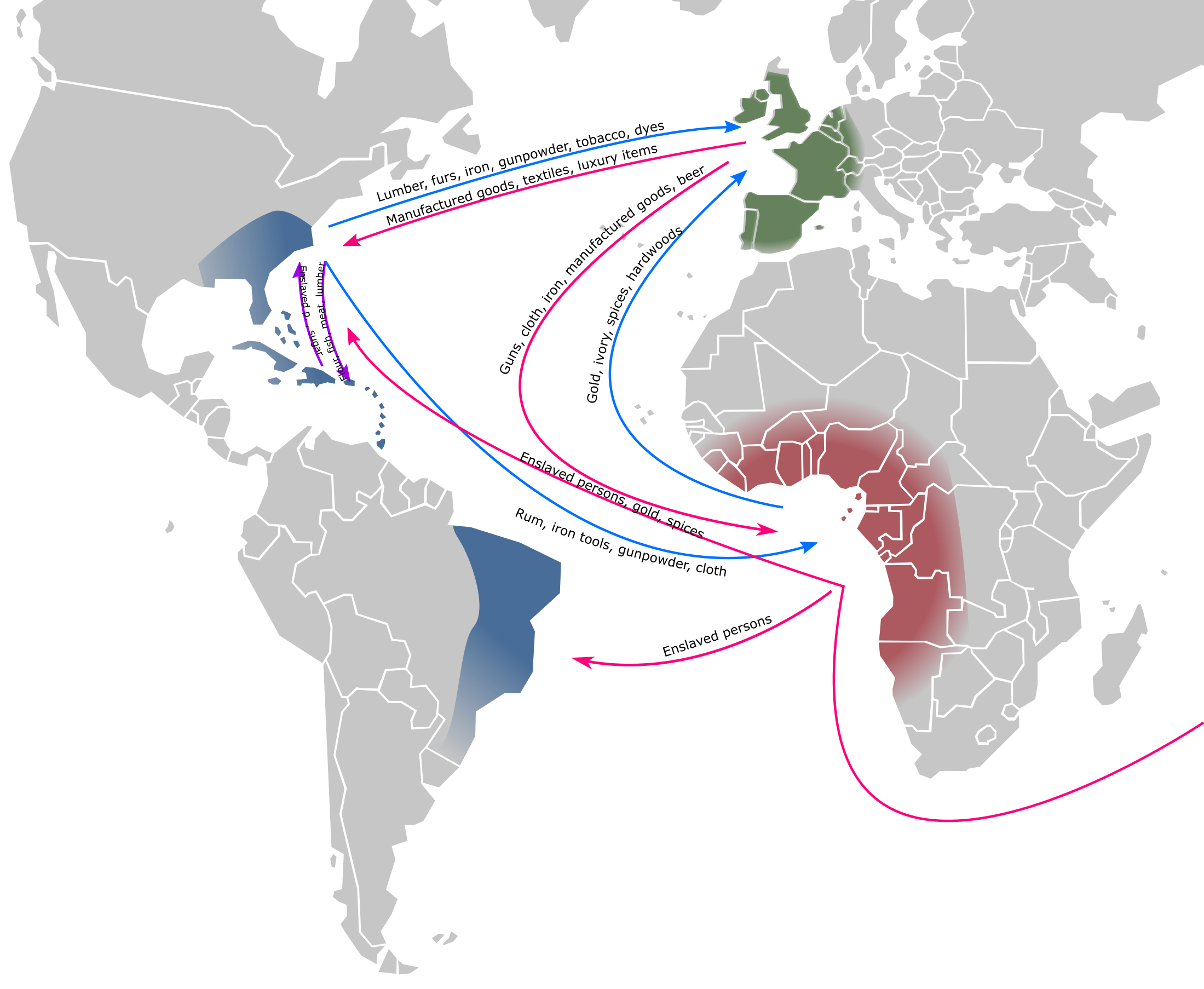
Comercio atlántico triangular, siglos XVI a XIX

### En España
En los reinos hispanos los esclavos solían ser moros. Durante la Guerra de Granada, finales del siglo XV, gran parte de los habitantes musulmanes de la ciudad conquistada de Málaga se venden a granel. La costumbre de esclavizar contra los vencidos tomaron otras tierras. Los nativo de las Islas Canarias, los guanches, que se resistieron a los esfuerzos de la conquista española, durante el mismo siglo, fueron vendidos como esclavos. En la España moderna, Domínguez Ortiz estimó que a finales del siglo XVI, había cerca de 100.000 esclavos. La independencia portuguesa decrecería la cantidad de esclavos, después de 1640, y las consiguientes dificultades para los Negreiros se abastecían por los portugueses, que dominaron el tráfico de esclavos a los dominios de América. Las regiones en las que el uso de la fuerza fue mayor en Valencia, y, con diferencia, en Andalucía. Para Sevilla, alrededor de 1620, se calculó una cifra de alrededor de 6000 esclavos de un total de 120 000 habitantes (5 %). Para el Arzobispado de Sevilla, en 1565, fue del 3 % de la población total, pero los expertos dicen que era probablemente más alto.

### En el Imperio Otomano
En el Imperio Otomano la victoria en las batallas les llevó a esclavizar a los vencidos. Se trata de machos castrados, eunucos, que fueron admitidos por los estratos sociales superiores para salvar el harén. También se compraban mujeres esclavizadas como concubinas, que realzaban la naturaleza patriarcal del poder (el poder se hereda únicamente a través de la línea masculina).
Los esclavos del Estado otomano, en general, fueron traídos de Europa del Este y Sur de Rusia. En cuanto a los mamelucos formaron las fuerzas especiales, cuyos soldados vinieron de esclavos, nacido cristiano, sobre todo los Balcanes. Durante la fase final del Imperio Otomano, cuando a lo largo del siglo XIX, se redujo el poder de la sublime puerta en Europa del Este, los otomanos empezaron a importar esclavos subsaharianos a través de Egipto. Los esclavos negros eran corrientes entre la élite otomana en el servicio doméstico o servidores.
La esclavitud fue abolida en Turquía en 1847.

## La abolición de la esclavitud
La abolición de la esclavitud llegó a ser tan escalonada. En los casos fue precedido por la derogación de la misma, tal vez para no hacer daño a los 'intereses' de los amos, aunque siguió en descenso. En la mayoría de los casos fue paralela a la abolición de la esclavitud en Europa. Estas son algunas de las fechas:
- En 1102 la esclavitud se abolió en Inglaterra, y se pasó a la servidumbre entre 1300 y 1485. La Edad Moderna regresó a la esclavitud en África 1772, el juez británico lord Mansfield declaró que la esclavitud era ilegal en Inglaterra.

- En 1500 la esclavitud es prohibida en la América bajo dominio de la corona de Castilla. La Reina Isabel La Católica el 20 de junio de 1500 decretó en la ciudad de Sevilla una Real Provisión donde prohibía la esclavitud y la devolución de tierras. A partir de esta fechas, se considerará a los indígenas súbditos de la corona.

- El 27 de diciembre de 1512 se establecen las leyes de Burgos en la corona de Castilla donde se abolió la esclavitud

- El 12 de febrero de 1761, Portugal abolió la esclavitud en su territorio europeo, las islas atlánticas de Azores y Madeira y los territorios portugueses en la India (Goa, Damán y Diu).

- En 1777, la colonia británica de Vermont se declara abolicionista de la esclavitud.

- En 1792 Dinamarca proclamó prohibida la esclavitud en su territorio.

- El 29 de agosto de 1793 por el representante de la Convención Nacional Léger-Félicité Sonthonax de Haití (entonces llamado Santo Domingo).

- El 4 de febrero de 1794, en todos los territorios franceses por el voto de la Convención Nacional.

- En 1807 británicos y los estadounidenses declaran abolida la trata de esclavos.

- En 1811, el Primer Congreso Nacional de Chile declara la libertad de vientre, por la cual todos los hijos de esclavos eran libres. Finalmente, en 1823 el Director Supremo Ramón Freire declara abolida la esclavitud.

- El 31 de enero de 1813, Argentina estableció la libertad de vientres (hijos de esclavas fueron considerados libres) como parte del proceso que condujo a la abolición de la esclavitud, ocurrida el 1 de mayo de 1853.

- En 1815 por Napoleón I, cuando el periodo de los Cien Días, 13 años después de restablecer la esclavitud.

- En 1821 se estableció en Colombia la “libertad de partos”. La abolición de la esclavitud fue aprobada en 1851.

- El 2 de marzo de 1833 en las colonias británicas.
- En 1842, en Paraguay, el Cónsul Don Carlos Antonio López sancionó la "Libertad de vientres", ley por la cual los nacidos a partir del 1 de enero de 1843 los nacidos de esclavas pasarían a ser libertos. Posteriormente, el artículo 25 de la Constitución Nacional de 1870 dio por abolida la esclavitud en el país.[17]

- El 26 de diciembre de 1847 en Imperio Otomano.

- El 27 de abril de 1848 (abolición tercera) en las colonias francesas.

- En 1848 por Dinamarca en su colonia de Isla de Santa Cruz, en (Antillas).

- En 1851, durante la presidencia de José María Urbina se decretó la abolición de la esclavitud en Ecuador.

- En 1854, Mariscal Ramón Castilla abole la esclavitud de los negros en el territorio del Perú.

- El 18 de diciembre de 1865 en Estados Unidos, aunque algunos estados adoptaron leyes segregacionistas.

- El 20 de marzo de 1873, España declara la abolición de la esclavitud en Puerto Rico.

- En 1886 se abolió la esclavitud por España en la isla de Cuba.

- El 13 de mayo de 1888 en Brasil.

- En 1980 en Mauritania, el último país que abolió oficialmente la esclavitud.

## Esclavitud en el s. XXI
En 2025, Lydia Mugambe, una juez de las Naciones Unidas, fue arrestada por violar la Ley de Esclavitud Moderna de Inglaterra, y posteriormente fue declarada culpable de esclavizar a otra africana en Oxfordshire.